# Гамильтон, Томас, 6-й граф Хаддингтон
Томас Гамильтон, 6-й граф Хаддингтон (англ. Thomas Hamilton, 6th Earl of Haddington; крещен 5 сентября 1680 — 29 ноября 1735) — шотландский политик и дворянин.

## Биография
Родился в 1680 году. Второй сын Чарльза Гамильтона, 5-го графа Хаддингтона (1650—1685), и Маргарет Лесли, 8-й графини Роутс (? — 1700). Он был крещен 5 сентября 1680 года в Тайнингем-хаусе, Ист-Лотиан. Его старший брат Джон Гамильтон-Лесли, 9-й граф Роутс, унаследовал титул графа Роутса в 1700 году.
В мае 1685 года после смерти своего отца Томас Гамильтон унаследовал титулы 6-го графа Хаддингтона (Пэрство Шотландии), 6-го лорда Биннинга (Пэрство Шотландии) и 6-го лорда Байсера и Биннинга (Пэрство Шотландии).
Он поселился в семейном поместье Тайнингхэм после женитьбы на Хелен Хоуп. Они обнаружили, что поместье находится в плохом состоянии, и начали пересаживать растения. Его жена в значительной степени ответственна за планировку парков, которые сохранились до наших дней, включая аллеи, плантации и 400 акров (160 га) леса Биннинг. Позже граф написал книгу «Трактат о способах выращивания лесных деревьев», которая была опубликована посмертно. В 1856 году в парках был воздвигнут обелиск, увековечивающий работу пары.
Лорд Хаддингтон был сторонником Актов об унии 1707 года и впоследствии присоединился к войскам Джона Кэмпбелла, 2-го герцога Аргайла, когда они встретились с якобитами под командованием Джона Эрскина, графа Мара, в битве при Шерифмуире в 1715 году. Лорд Хаддингтон был ранен, а его лошадь была убита под ним.
В 1716 году он был назначен лордом-лейтенантом Хаддингтоншира (Ист-Лотиана), в 1717 году стал кавалером ордена Чертополоха и с 1716 по 1734 год заседал в качестве шотландского пэра-представителя В Палате лордов.
Лорд Хаддингтон скончался 29 ноября 1735 года в Ньюхейлс-хаусе, Инвереск, и ему наследовал его внук Томас Гамильтон, 7-й граф Хаддингтон.

## Брак и дети
В 1696 году лорд Хаддингтон женился на своей двоюродной сестре Хелен Хоуп (28 сентября 1677 — 19 апреля 1768), дочери Джона Хоупа и леди Маргарет Гамильтон, оба были внуками Джона Гамильтона, 4-го графа Хаддингтона. У супругов были следующие дети:
- Чарльз Гамильтон, лорд Биннинг (1697 — 27 декабря 1732), умер раньше своего отца. Его старшим сыном был Томас Гамильтон, 7-й граф Хаддингтон (1721—1794).
- Достопочтенный Джон Гамильтон (25 августа 1701 — 27 декабря 1772)
- Леди Маргарет Гамильтон (? — 22 февраля 1768)
- Леди Кристиан Гамильтон (27 декабря 1702 — 30 июня 1770), она вышла замуж за сэра Джеймса Далримпла, 2-го баронета (1692—1751), мать Дэвида Далримпла, лорда Хейлса (1726—1792)).